# Rubén Mesa Visiga
Rubén Mesa Visiga (Badajoz, 16 de enero de 1992), más conocido futbolísticamente como Rubén Mesa, es un futbolista español. Juega como delantero y su equipo es el C. D. Minera de la Segunda Federación.

## Trayectoria
Rubén empezó su carrera profesional en el Club Deportivo Badajoz hasta que fichó por el filial del Rayo Vallecano. Posteriormente pasó por las filas de la R. S. D. Alcalá y el filial del Atlético de Madrid, con el que fue el máximo goleador del equipo la temporada 2013-14 al marcar 10 goles.
De cara a la temporada 2014-15 firmó con el Real Club Recreativo de Huelva por cuatro temporadas. Cumplió tres de ellas, la primera en Segunda División y las dos siguientes en la Segunda División "B". La última de ellas marcó tres goles en 24 partidos.
En agosto de 2017 se incorporó a la Unión Deportiva San Sebastián de los Reyes. A continuación jugó para otro filial, el del Villarreal C. F., y el C. F. Rayo Majadahonda, con el que marcó 11 tantos, antes de recalar en el Extremadura U. D. para la temporada 2020-21. Con los azulgranas consiguió 9 goles en 37 encuentros.
El 28 de diciembre de 2021, tras año y medio en el conjunto extremeño, firmó por el UCAM Murcia C. F. El 9 de junio del año siguiente se incorporó al C. D. Numancia por dos años. En el primero de ellos el equipo descendió a Segunda Federación y para la temporada 2023-24 fichó por el Club Deportivo Estepona Fútbol Senior. Allí también inició la siguiente, aunque la terminó en el C. D. Minera tras incorporarse al club en enero.

## Clubes
| Club                             | País   | Año       |
| -------------------------------- | ------ | --------- |
| C. D. Badajoz                    | España | 2011-2012 |
| Rayo Vallecano "B"               | España | 2012      |
| R. S. D. Alcalá                  | España | 2013      |
| Club Atlético de Madrid "B"      | España | 2013-2014 |
| R. C. Recreativo de Huelva       | España | 2014-2017 |
| U. D. San Sebastián de los Reyes | España | 2017      |
| Villarreal C. F. "B"             | España | 2018-2019 |
| C. F. Rayo Majadahonda           | España | 2019-2020 |
| Extremadura U. D.                | España | 2020-2021 |
| UCAM Murcia C. F.                | España | 2022      |
| C. D. Numancia                   | España | 2022-2023 |
| C. D. Estepona F. S.             | España | 2023-2025 |
| C. D. Minera                     | España | 2025-     |